# St. Anthony (Idaho)
St. Anthony és una població dels Estats Units a l'estat d'Idaho. Segons el cens del 2000 tenia 3.342 habitants.

## Demografia
Segons el cens del 2000, St. Anthony tenia 3.342 habitants, 1.091 habitatges, i 819 famílies. La densitat de població era de 992,6 habitants/km².
Dels 1.091 habitatges en un 40,1% hi vivien nens de menys de 18 anys, en un 59,9% hi vivien parelles casades, en un 11,5% dones solteres, i en un 24,9% no eren unitats familiars. En el 22,1% dels habitatges hi vivien persones soles el 10,1% de les quals corresponia a persones de 65 anys o més que vivien soles. El nombre mitjà de persones vivint en cada habitatge era de 2,94 i el nombre mitjà de persones que vivien en cada família era de 3,47.
Per edats la població es repartia de la següent manera: un 33,2% tenia menys de 18 anys, un 10,1% entre 18 i 24, un 26,8% entre 25 i 44, un 18,5% de 45 a 60 i un 11,4% 65 anys o més.
L'edat mediana era de 30 anys. Per cada 100 dones de 18 o més anys hi havia 109,8 homes.
La renda mediana per habitatge era de 31.023 $ i la renda mediana per família de 37.995 $. Els homes tenien una renda mediana de 26.625 $ mentre que les dones 22.734 $. La renda per capita de la població era de 12.898 $. Aproximadament el 10,3% de les famílies i el 15,6% de la població estaven per davall del llindar de pobresa.

## Poblacions properes
El següent diagrama mostra les poblacions més properes.